# Trigonometralla
Trigonometralla es el primer disco en solitario y único lanzado hasta el momento de Juan Valdivia (ex Héroes del Silencio), publicado en 2001. Cuenta con canciones inéditas propias, en colaboración e interpreta las guitarras originales de La Chispa Adecuada y Maldito Duende (de su etapa con Héroes del Silencio), además que cuenta con muchos músicos invitados.

## Lista de canciones[1]
Todos los temas compuestos por Juan Valdivia, excepto donde se indique lo contrario.
| N.º | Canción                                     | Escritor(es)                                                 |
| --- | ------------------------------------------- | ------------------------------------------------------------ |
| 1.  | "Entrantes"                                 |                                                              |
| 2.  | "Cactus"                                    |                                                              |
| 3.  | "Alimento"                                  | Ángel T. Cruz J.valdivia                                     |
| 4.  | "La chispa adecuada" (guitarras originales) | J. Valdivia; P. Andreu; J. Cardiel; E. Ortíz; A. Boguslavsky |
| 5.  | "Ya lo ves"                                 | Ángel T. Cruz J.valdivia                                     |
| 6.  | "Color"                                     | J. Valdivia; N. Saldaña; Ángel T. Cruz                       |
| 7.  | "Chip"                                      |                                                              |
| 8.  | "De frente o por la espalda"                |                                                              |
| 9.  | "Laberinto"                                 | Ángel T. Cruz J.valdivia                                     |
| 10. | "Maldito duende" (guitarras originales)     | J. Valdivia; P. Andreu; J. Cardiel; E. Ortíz                 |
| 11. | "Diablicornio"                              |                                                              |
| 12. | "Culebreos"                                 |                                                              |
| 13. | "Blues del Bosque"                          |                                                              |
| 14. | "A veces me equivoco"                       |                                                              |
| 15. | "Pirenaica"                                 |                                                              |
| 16. | "Tu creación"                               | J. Valdivia; Sito Vilhar                                     |
| 17. | "Lago"                                      |                                                              |

## Personal
- Juan Valdivia
- Ángel T. Cruz (voz, coros, armónica, composición letras de 4 de los 5 temas con voz)
- Toño Miguel
- Sito Vilhar
- Javier Andreu
- Quique Casanova
- Edi Clavo
- Emiliano Trigueros
- Gonzalo Valdivia - Producción
- Richi Martínez - Ingeniería de sonido
- Raúl Andrés - Fotografías y Diseño gráfico
- y muchos más.